# Firmin Abauzit
 (2 octobre 2015).
Firmin Abauzit, né à Uzès en 1679 et mort à Genève en 1767, est un savant et homme de lettres genevois d'origine française.

## Biographie
Firmin Abauzit naît à Uzès de parents protestants et serait un lointain descendant d'un médecin arabe. Le nom « Abou Zeid » (« أبو زيد ») est d'ailleurs courant dans le monde arabe. (origine aujourd'hui controversée : le nom Abauzit existe en provençal dans lequel il signifie « le simple »[citation nécessaire]. Une autre explication donne comme origine le nom du village de Bauzy près du Puy en Velay en Haute Loire.
Son père meurt lorsqu'il a deux ans. En 1685, après la révocation de l'Édit de Nantes, lorsque les autorités veulent imposer une éducation dans la foi catholique, sa mère organise sa fuite.
Pendant deux ans, son frère et lui vivent en fugitifs dans les montagnes des Cévennes. Ils arrivent à Genève en 1689, où leur mère les rejoint, après avoir quitté la prison où on l'a enfermée au moment de leur fuite.
Après avoir fait de brillantes études à Genève en linguistique, physique et théologie, Firmin Abauzit visite l'Allemagne, la Hollande et l'Angleterre. Il fait connaissance avec les savants les plus distingués, tels que Bayle et Newton, et gagne leur estime et amitié. Newton trouve en lui l'un des premiers défenseurs de ses découvertes. Dans la seconde édition de ses Principia, il corrige une erreur soulignée par Abauzit et pour accompagner son envoi de son Commercium Epistolicum, il indique : « Vous êtes bien digne de juger entre Leibniz et moi. ».
De retour à Genève, il vit dans la retraite et se rend familières toutes les connaissances humaines : la physique, les sciences, l'histoire, la géographie, les antiquités, les langues. Il correspond avec les hommes les plus célèbres, qui le consultent sur les questions les plus difficiles. Son goût pour l'indépendance lui fait refuser en 1723 une chaire à l'académie de Genève, mais il accepte en 1727 la place de bibliothécaire-adjoint sans appointement, et sait, en puisant dans le riche trésor dont la garde lui a été confiée, seconder son collègue Léonard Baulacre. Il obtient en 1727 la citoyenneté genevoise. 
On connait l'éloge qu'en fait Jean-Jacques Rousseau, dans une note de la Nouvelle Héloïse :
« Non, ce siècle de la philosophie ne passera pas sans avoir produit un vrai philosophe ; j'en connais un, un seul, j'en conviens ; mais c'est beaucoup encore, et pour comble de bonheur, c'est dans mon pays qu'il existe. L'oserai je nommer ici, lui dont la véritable gloire est d'avoir su rester peu connu ? Savant et modeste Abauzit ! que votre sublime simplicité pardonne à mon cœur un zèle qui n'a point votre nom pour  objet. Non, ce n'est pas vous que je veux faire connaître à ce siècle indigne de vous admirer ; c'est Genève que je veux illustrer de votre séjour ; ce sont nos concitoyens que je veux honorer de l'honneur qu'ils vous rendent [...]. Vous avez vécu comme Socrate ; mais il mourut par la main de ses concitoyens, et vous êtes chéri des vôtres. »
De même, à une personne lui indiquant qu'elle est venue voir à Genève un homme supérieur, Voltaire lui demande si elle a vu Abauzit.
Il meurt en 1767, âgé de 87 ans. Ses œuvres ont été recueillies en 1773.

## Œuvres
On a publié à Genève, en 1770, 1 vol. in-8, et à Londres, en 1773 ; 2 vol. in-8, ses œuvres diverses, qui se composent de morceaux d'histoire, de critique et de théologie, on y remarque deux écrits :
- Sur la connaissance du Christ
- Sur l'honneur qui lui est dû, qui paraissent avoir inspiré à Jean-Jacques Rousseau, auteur de l'Émile, la profession de foi du vicaire savoyard.

Ses Réflexions sur les Évangiles furent à l'Index librorum prohibitorum à Rome.

## Pour approfondir